# BME Recordings
BME (Black Market Entertainment) Recordings é uma gravadora estadunidense, fundada por Lil Jon, Rob Mac, Emperor Searcy e Vince Phillips. É distribuída pela Warner Bros. Records e conhecida também como "BME Click".

## Artistas
- Lil Jon
- Oobie
- Shawty Putt

### Ex-artistas
- Bohagon
- Crime Mob
- E-40
- The East Side Boyz
- Kandi Burruss
- Trillville
- Lil Scrappy